# In the City
In the City es el primer álbum de estudio de la banda inglesa The Jam. Producido por Vic Smith y Chris Parry en Stratford Place Studios (Londres, Inglaterra), grabado en marzo de 1977 y lanzado en mayo de ese año por el sello Polydor Records.

## Listado de canciones
1. "Art School" (2:02)
2. "I've Changed My Address" (3:31)
3. "Slow Down" (2:39)
4. "I Got By In Time" (2:07)
5. "Away From The Numbers" (4:03)
6. "Batman Theme" (1:31)
7. "In The City" (2:19)
8. "Sounds From The Street" (3:14)
9. "Non Stop Dancing" (2:28)
10. "Time For Truth" (3:10)
11. "Takin' My Love" (2:15)
12. "Bricks And Mortar" (2:37)
The Jam
- Paul Weller - Guitarra y voz.

- Bruce Foxton - Bajo y coros.

- Rick Buckler - Batería.

- Datos: Q2251072